# Ziemia Wiktorii
Ziemia Wiktorii (ang. Victoria Land) – region Antarktydy Wschodniej między Ziemią Wilkesa na zachodzie a Morzem Rossa na wschodzie.

## Nazwa
Nazwa upamiętnia brytyjską królową Wiktorię (1819–1901) .

## Geografia
Ziemia Wiktorii jest regionem Antarktydy Wschodniej, leży między Ziemią Wilkesa (na zachodzie) a Morzem Rossa (na wschodzie)  . Rozciąga się po zachodniej stronie Morza Rossa na południe – od ok. 70°30′S do 78°00′S i dalej na zachód do krawędzi Płaskowyżu Polarnego .
W części nadmorskiej leżą wybrzeża :
- Wybrzeże Jerzego V
- Wybrzeże Oatesa
- Pennell Coast
- Wybrzeże Borchgrevinka
- Wybrzeże Scotta

Jest to górzysty obszar , pokryty lądolodem do wysokości ok. 2500 m  z licznymi lodowcami wylotowymi niosącymi lód z East Antarctic Ice Sheet .
Przez Ziemię Wiktorii biegnie główny łańcuch górski Antarktydy – Góry Transantarktyczne (które ciągną się dalej do Ziemi Coatsów nad Morzem Weddella). Niektóre szczyty Gór Transantarktycznych przekraczają wysokość 4000 m n.p.m.  W pobliżu wybrzeża rozciągają się m.in. pasma: Góry Admiralicji z najwyższym szczytem Górą Sabine’a (3850 m n.p.m.), Góry Księcia Alberta czy Pasmo Towarzystwa Królewskiego z najwyższym szczytem Ziemi Wiktorii Górą Listera (4025 m n.p.m.) .
W południowej części Wybrzeża Scotta leży największa pod względem łącznej powierzchni oaza antarktyczna na terenie Antarktydy – McMurdo Dry Valleys – obejmująca m.in. pasma górskie, nunataki, lodowce, doliny pozbawione pokrywy lodowej (ang. dry valleys), wybrzeże, jeziora, stawy i wydmy . W jej dolinach leżą jeziora zasilane wodami polodowcowymi (m.in. Vanda Lake, Lake Bonney ). Przez Wright Valley płynie rzeka Onyx zasilana przez topniejący lodowiec morski, która uchodzi do Vanda Lake.
Region obejmuje także Wyspę Rossa, oddzieloną od wybrzeża Ziemi Wiktorii cieśniną McMurdo Sound . Jest to wyspa pochodzenia wulkanicznego, na której znajdują się cztery wulkany: aktywny Mount Erebus (3795 m n.p.m.) oraz wygasłe Mount Terror (3230 m n.p.m.), Mount Bird (1700 m n.p.m.) i Mount Terra Nova (2100 m n.p.m.). Mount Erebus jest najbardziej aktywnym wulkanem na terenie Antarktydy. Wulkany znajdują się także na wybrzeżu w północnej Ziemi Wiktorii . Występują tu zarówno niewielkie stratowulkany, jak i wielkie wulkany tarczowe. Za potencjalnie aktywne (wulkany drzemiące) uznawane są: Mount Melbourne (2732 m n.p.m. ), Mount Rittmann (2600 m n.p.m. ) i The Pleiades (3040 m n.p.m. ).
Na Ziemi Wiktorii, na terenie Allan Hills i Darwin Glacier zlokalizowano w 1979 roku ponad 300 meteorytów zachowanych w lodzie .

## Historia
Region został odkryty w styczniu 1841 roku przez Jamesa Clarka Rossa (1800–1862) .
Na Ziemi Wiktorii od lat 50. XX w. stacje badawcze prowadzą Stany Zjednoczone i Nowa Zelandia . Pierwsza amerykańska baza – Williams Air Operating Facility – została wzniesiona na Wyspie Rossa w 1956 roku, a następnie szybko przeniesiona do Hut Point i w 1957 roku przemianowana na McMurdo. Baza nowozelandzka – Scott Base – została założona na Wyspie Rossa w styczniu 1957 roku przez nowozelandzkiego polarnika Edmunda Hillary’ego (1919–2008) na potrzeby ekspedycji transantarktycznej. W 2017 roku do użytku została oddana całoroczna stacja koreańska – Jang Bogo wzniesiona nad zatoką Terra Nova Bay. Nad Terra Nova Bay leżą również stacje sezonowe: włoska stacja Zucchelli  i niemiecka Gondwana . Kolejna stacja sezonowa – rosyjska stacja Leningradskaja – znajduje się na Wybrzeżu Oatesa .